# هاري جاكسون (سياسي)
هاري جاكسون (بالإنجليزية: Harry Jackson)‏ هو مدير وسياسي أسترالي وبريطاني (وحمل سابقاً جنسية المملكة المتحدة لبريطانيا العظمى وأيرلندا)، ولد في 23 يوليو 1873 في المملكة المتحدة، وتوفي في 1 يوليو 1951 في أستراليا. حزبياً، نشط في حزب العمال الأسترالي (فرع جنوب أستراليا) ‏ وNational Party (South Australia) ‏. وقد انتخب عضو مجلس النواب جنوب أستراليا من الجمعية عن دائرة Electoral district of Port Pirie ‏ وقد انضم خلال فترته النيابية (12 مارس 1915 – 5 أبريل 1918)  للكتلة البرلمانية حزب العمال الأسترالي (فرع جنوب أستراليا) ‏ وانتخب Speaker of the South Australian House of Assembly ‏ (17 نوفمبر 1911 – 18 مارس 1912) وانتخب عضو مجلس النواب جنوب أستراليا من الجمعية عن دائرة Electoral district of Stanley (South Australia) ‏ وقد انضم خلال فترته النيابية (3 نوفمبر 1906 – 11 مارس 1915)  للكتلة البرلمانية حزب العمال الأسترالي (فرع جنوب أستراليا) ‏.